# I’ll Be Loving You (Forever)
I’ll Be Loving You (Forever) ist ein Lied von den New Kids on the Block aus dem Jahr 1988, das von Maurice Starr geschrieben und produziert wurde. Es erschien auf dem Album Hangin’ Tough.

## Geschichte
Dem Text zufolge handelt es sich um ein Liebeslied. Die Ballade lässt sich den Musikrichtungen Pop, R&B und Soul zuordnen. Die Veröffentlichung als Single war im März 1989.

## Musikvideo
Im Musikvideo gehen die Bandmitglieder durch eine Stadt, geben Autogramme, tragen das Lied in Zwischenszenen vor, spielen Basketball und auch mit ein paar Frauen Billard. Der Großteil wurde in der Xavier High School, New York City gedreht und kleine Teile auf der Williamsburg Bridge und am East River.

## Kommerzieller Erfolg

### Chartplatzierungen
| ChartsChartplatzierungen       | Höchstplatzierung | Wochen |
| ------------------------------ | ----------------- | ------ |
| Deutschland (GfK)              | 31 (13 Wo.)       | 13     |
| Vereinigte Staaten (Billboard) | 1 (21 Wo.)        | 21     |
| Vereinigtes Königreich (OCC)   | 5 (8 Wo.)         | 8      |

| ChartsJahrescharts (1989)      | Platzierung |
| ------------------------------ | ----------- |
| Vereinigte Staaten (Billboard) | 26          |

### Auszeichnungen für Musikverkäufe
| Land/Region               | Auszeichnungen für Musikverkäufe (Land/Region, Auszeichnung, Verkäufe) | Verkäufe |
| ------------------------- | ---------------------------------------------------------------------- | -------- |
| Australien (ARIA)         | Gold                                                                   | 35.000   |
| Vereinigte Staaten (RIAA) | Gold                                                                   | 500.000  |
| Insgesamt                 | 2× Gold ·                                                              | 535.000  |

## Coverversionen
- 1996: Tommy Page